# Красное Поле (Брянская область)
Красное Поле — посёлок в Брасовском районе Брянской области, в составе Локотского городского поселения. Расположен в 3 км к западу от посёлка городского типа Локоть, в 1 км к юго-востоку от посёлка Майский Жук, у автодороги М3. Население — 23 человека (2010).

## История
Возник в 1920-е годы. Первоначально входил в состав Городищенского (1-го) сельсовета, в 1954—1971 гг. в Крупецком сельсовете, с 1971 в Локотском поссовете.
| Годы      | 1926 | 1979 | 1989 | 2002 | 2010 |
| --------- | ---- | ---- | ---- | ---- | ---- |
| Население | 69   | 47   | 38   | 18   | 23   |